# Cantó de Lanmeur
El cantó de Lanmeur (bretó Kanton Lanneur) és una divisió administrativa francesa situat al departament de Finisterre a la regió de Bretanya.

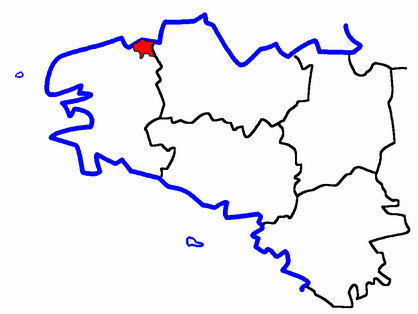
Situació del cantó

## Composició
El cantó aplega 8 comunes :
| Nom bretó        | Nom francès         | Nom gal·ló |
| Garlann          | Garlan              | ---        |
| Gwimaeg          | Guimaëc             | ---        |
| Lanneur          | Lanmeur             | ---        |
| Lokireg          | Locquirec           | ---        |
| Plegad-Gwerann   | Plouégat-Guérand    | ---        |
| Plouezoc'h       | Plouezoc'h          | ---        |
| Plouganoù        | Plougasnou          | ---        |
| Sant-Yann-ar-Biz | Saint-Jean-du-Doigt | ---        |

## Història
| Data d'elecció                           | Identitat       | Partit | Qualitat |
| ---------------------------------------- | --------------- | ------ | -------- |
| 2004-                                    | Jean-Luc Fichet | PS     |          |
| les dades anteriors no són pas conegudes |                 |        |          |
|                                          |                 |        |          |